# Brú na Bóinne
Brú na Bóinne (Buik van de Boyne) is een archeologische vindplaats bij de rivier de Boyne in county Meath in Ierland, en is in 1993 door UNESCO aan de Werelderfgoedlijst toegevoegd. 
Het bevat een aantal neolithische bouwwerken, waaronder de grafheuvels van Newgrange, Knowth en Dowth. In de buurt werd in 2023 Nationaal Park Boyne Valley opgericht.

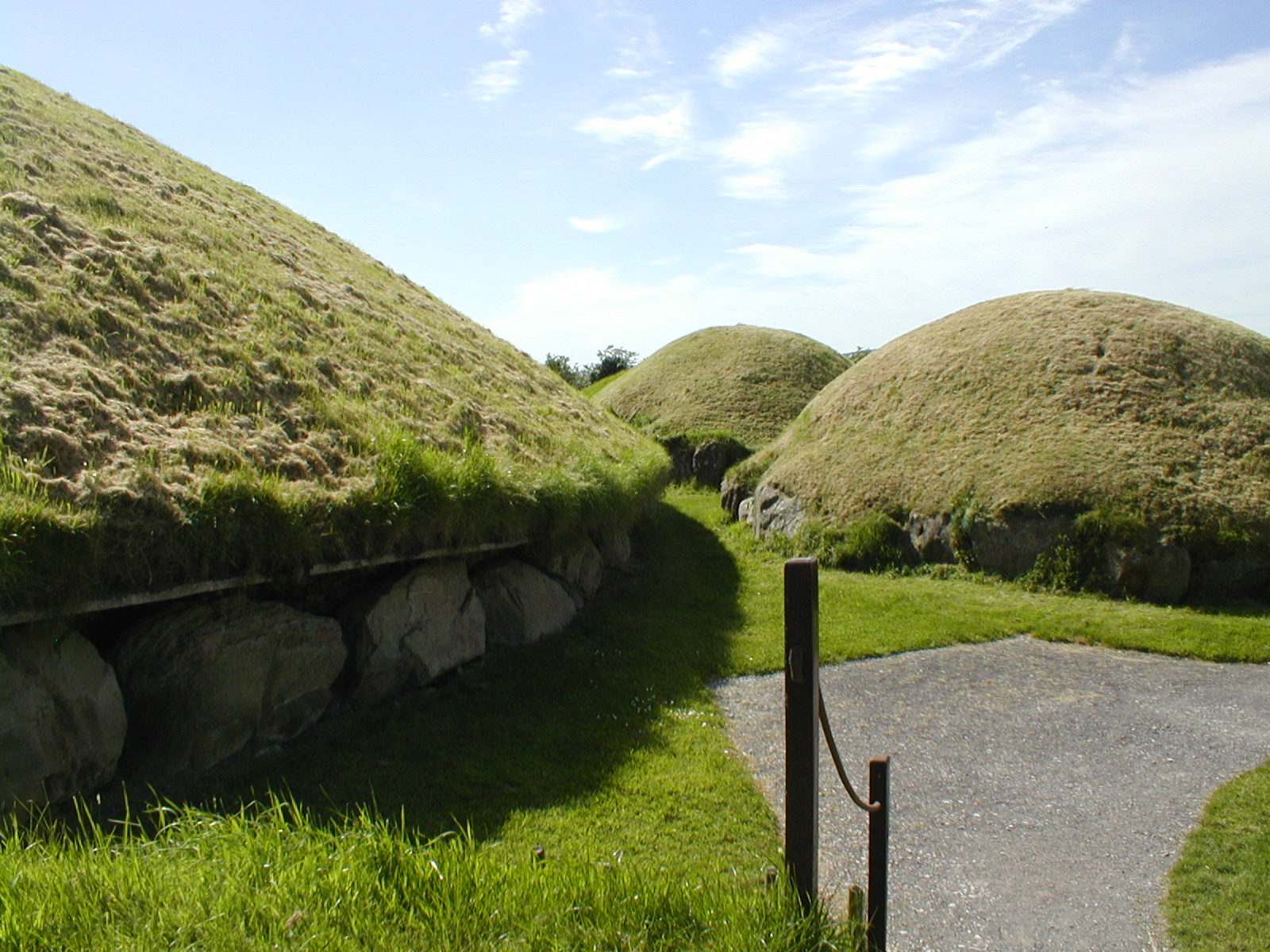